# Potentilla drummondii
Potentilla drummondii är en rosväxtart som beskrevs av Johann Georg Christian Lehmann. Potentilla drummondii ingår i Fingerörtssläktet som ingår i familjen rosväxter.

## Underarter
Arten delas in i följande underarter:
- P. d. breweri
- P. d. bruceae
- P. d. drummondii

## Bildgalleri

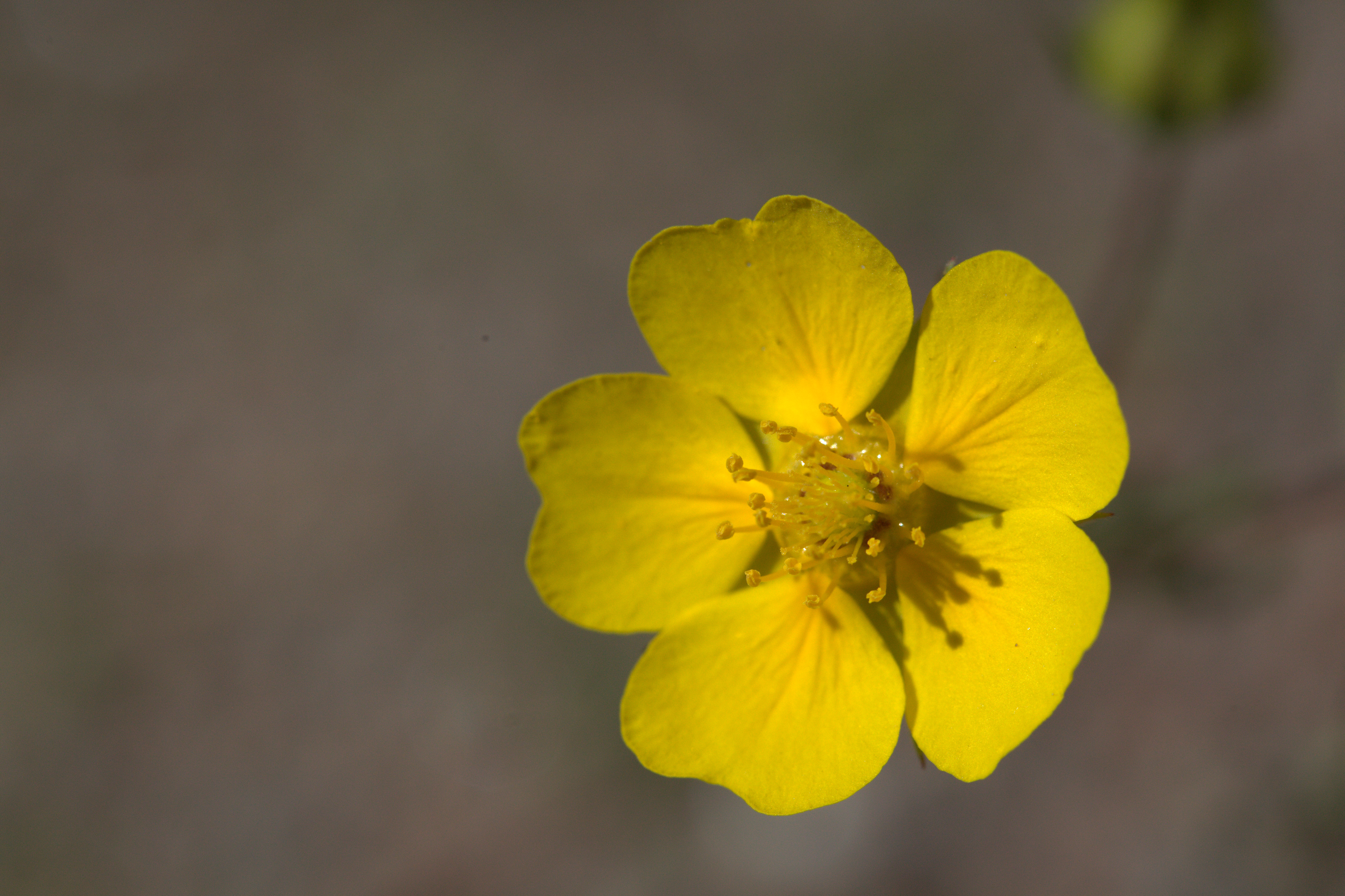
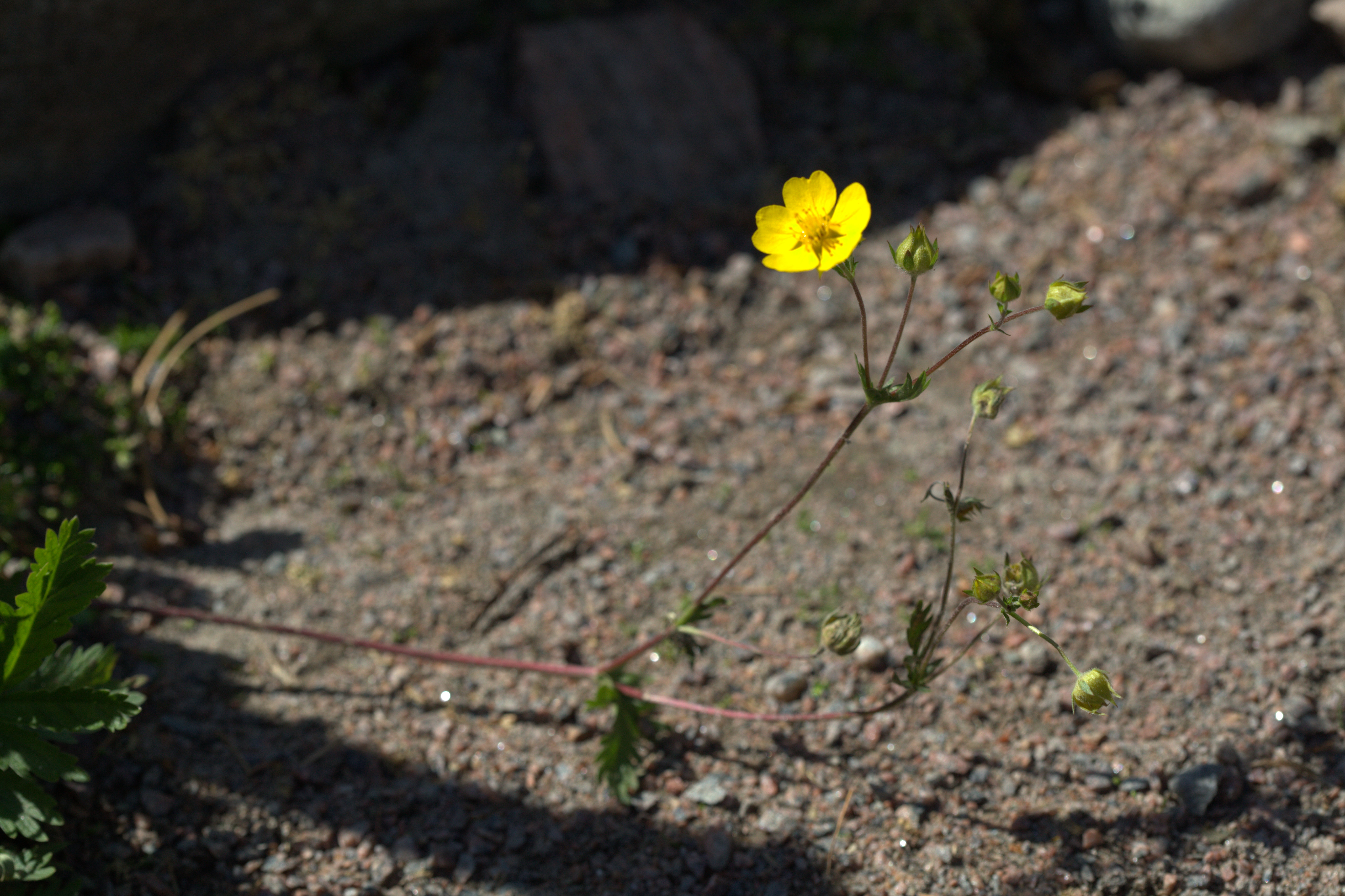
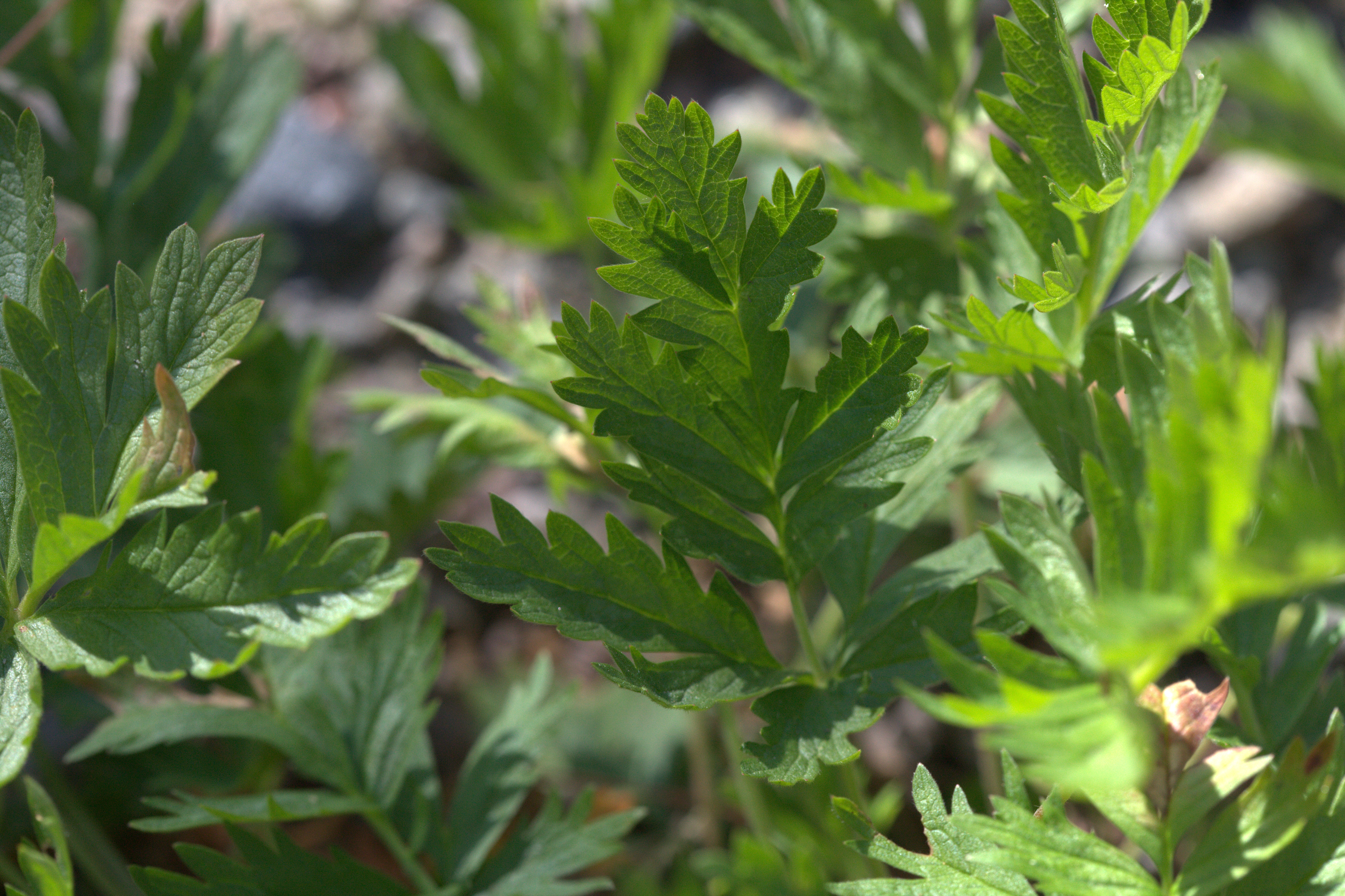